# Bengt Gingsjö
Bengt Gingsjö (Göteborg, 5 aprile 1952 – Tyresö, 14 settembre 2022) è stato un nuotatore svedese.

## Biografia
Specializzato nello stile libero, vinse la medaglia di bronzo sulla distanza dei 400m alla prima edizione dei campionati mondiali, a Belgrado nel 1973.

## Palmarès
- Mondiali

Belgrado 1973: bronzo nei 400m stile libero.
- Europei:

Vienna 1974: argento nei 400m stile libero e bronzo nella staffetta 4x200m stile libero.